# Bagger 288

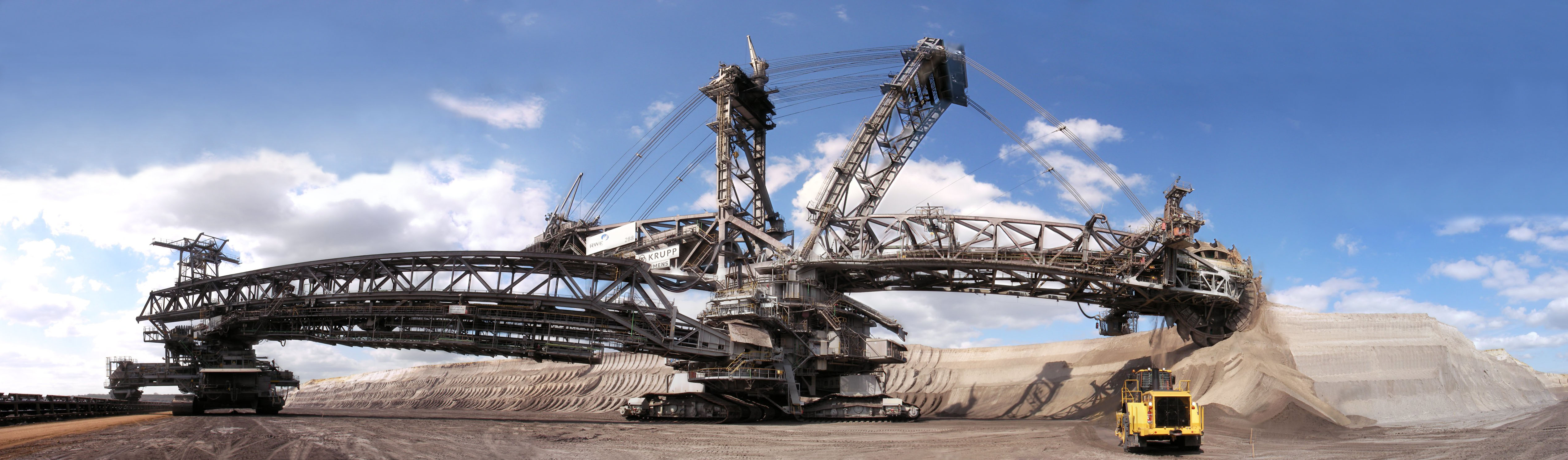
Der Bagger 288

Bagger 288 ist ein Schaufelradbagger mit drei Fahrwerken (zwei festen Raupengruppen und einer drehbaren Raupengruppe, insgesamt 12 Raupenketten), der von Krupp Industrietechnik für Rheinbraun gebaut wurde.

## Größtes Landfahrzeug
Im Jahr seiner Fertigstellung 1978 übertrumpfte Bagger 288 mit seinen 12.840 Tonnen den Crawler-Transporter der NASA, der bis dato als das größte Landfahrzeug zum Transport der Space-Shuttle- und Apollo-Saturn-V-Trägerraketen eingesetzt wurde. Mit 2.721 Tonnen bleibt der Crawler-Transporter jedoch das größte Landfahrzeug mit Eigenantrieb, da Bagger 288 auf extern zugeführte elektrische Energie angewiesen ist, während der Crawler über einen eigenen diesel-elektrischen Antrieb verfügt. Der 1995 fertiggestellte Bagger 293 ist seitdem das größte Landfahrzeug.

## Technik

Bagger 288 und ähnliche Bagger im Tagebau Garzweiler

Bagger 288 hatte zunächst die Aufgabe, Abraum zu beseitigen, bevor Kohle im Tagebau Hambach gewonnen werden konnte. Er kann bis zu 240.000 Tonnen Kohle oder 204.000 Kubikmeter Abraum täglich ausbaggern und somit bis zu 2400 Güterwagen füllen. Er benötigt 16,56 Megawatt extern zugeführte elektrische Leistung.
Bagger 288 ist etwa 225 Meter lang und 96 Meter hoch. Das Schaufelrad selbst misst 21,6 Meter im Durchmesser und hat 18 Schaufeln, die jeweils 6,6 Kubikmeter Abraum abbauen können. Das Chassis des Hauptbereichs ist 46 Meter breit und sitzt auf drei Reihen von jeweils vier Gleisketten, die jeweils 3,8 Meter breit sind.
Durch die große Auflagefläche ergibt sich ein geringer spezifischer Bodendruck von 17,1 N/cm² (= 171.000 Pa=1,7 bar). Das ermöglicht dem Bagger, über Erde, Schotter und auch Gras zu fahren, ohne eine tiefe Spur zu hinterlassen. Dabei bewegt er sich mit 2 bis 10 Metern pro Minute vorwärts. Sein Mindestumkehrradius beträgt 100 Meter und seine maximale Steigung ist 1:18.
Im Februar 2001 wurde Bagger 288 innerhalb von drei Wochen in den 22 Kilometer entfernten Tagebau Garzweiler gefahren. Der Umzug kostete 15 Millionen Deutsche Mark und beschäftigte 70 Arbeiter. Flüsse wurden überquert, indem stählerne Rohre eingelegt wurden, durch die das Wasser fließen konnte. Diese Rohre wurden mit Erde und Steinen bedeckt, damit der Bagger sie überqueren konnte. Teilweise wurde Spezialgras angepflanzt, um den Untergrund zu befestigen. Den Bagger in einem Stück zu transportieren, war wirtschaftlicher, als ihn in Einzelteile zu zerlegen.

## Rezeption
- Bagger 288 erscheint 2012 im Film Ghost Rider: Spirit of Vengeance. Der Ghost Rider verbreitet durch den Einsatz des Baggers Chaos unter seinen Gegnern.[5]
- Bagger 288 erscheint in Die Tribute von Panem – Catching Fire im Hintergrund von District 12.
- Joel Veitchs Projekt Rathergood enthält den Song Bagger 288 auf dem Album Spongs in the Key of Life. In dem Song ist der Bagger eine Kriegsmaschine, die die Menschheit schützt.[6]
- Bagger 288 erscheint in der Serie Westworld (Staffel 1, Episode 5: „Contrapasso“). Er wird zum Terraforming des Parks benutzt.
- Bagger 288 erscheint 2019 im chinesischen Blockbuster Die wandernde Erde.
- Im Debütroman After The Revolution von Robert Evans hat eine postapokalyptische Gesellschaft den Bagger in eine rollende Stadt umgebaut.